# Heteromysis zeylanica
Heteromysis zeylanica är en kräftdjursart som beskrevs av W. M. Tattersall 1922. Heteromysis zeylanica ingår i släktet Heteromysis och familjen Mysidae. Inga underarter finns listade i Catalogue of Life.